# Annunciatiekathedraal (Charkov)
De Annunciatiekathedraal (Oekraïens: Благовіщенський кафедральний собор) is de grootste en belangrijkste Oekraïens-orthodoxe kerk van de stad Charkov in Oekraïne. Voordien was de belangrijkste kerk in de stad de Kathedraal van de Ontslapenis van de Moeder Gods.

## Geschiedenis

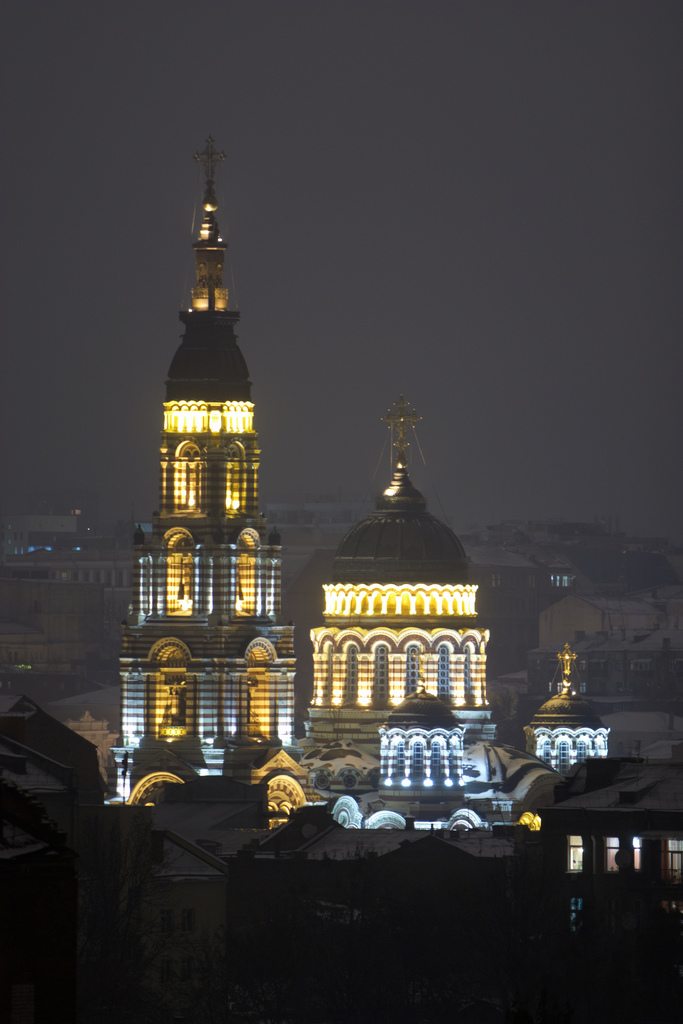
Kathedraal bij nacht

De kathedraal werd tussen 1889 en 1901 gebouwd in Neo-byzantijnse architectuur. Het was destijds een van de grootste kerken van het Russische Keizerrijk. De kerk werd gebouwd op de plaats waar al meerdere andere orthodoxe kerken met dezelfde naam hadden gestaan. In 1887 werd door een comité onder leiding van bisschop Ambrożego besloten tot de bouw. Het ontwerp kwam van de lokale architect Mikhail Lovtsov. De eerstesteenlegging vond plaats op 2 oktober 1888. De bouw werd gefinancierd door gelovigen uit Charkov, maar ook uit andere steden van het Russische Rijk. De totale kosten worden geschat op 400.000 roebel.
De kerk is volledig opgebouwd uit baksteen. De hoogte van de grond tot aan het kruis op de hoogste koepel (Pantocrator) is 59 meter. De hoogte van de klokkentoren is 80 meter. De kathedraal is 71 meter lang.
In de tijd van het bolsjewisme, na de Russische Revolutie in 1917, was meerdere malen sprake van sluiting van de kathedraal. Toch bleef de kerk voor godsdienstsamenkomsten in gebruik tot 14 februari 1930. In 1925 en 1926 werden er ook al wel muziekconcerten gehouden. Officieel werd het gebouw nadien voor culturele doeleinden bestemd, maar in de praktijk was het niet meer dan een opslagplaats. Vanaf 1943 nam de Oekraïense autocefale Orthodoxe Kerk het pand weer in gebruik. Sinds 1946 is de kerk in eigendom van het Oekraïens-orthodoxe Kerk patriarchaat van Moskou.
In de nacht van 1 tot 2 juli 1974 waaide door een sterke wind het kruis van de klokkentoren. In 1996 liep de toren nogmaals schade op door harde wind. In 1997 brandde het bovenste deel van de klokkentoren af. Het geheel werd hierna weer in de oude staat teruggebracht.